# Disa uniflora
Disa uniflora — вид рослини родини орхідних.

## Назва
В англійській мові має назву «Гордість Столової гори» (англ. pride of Table Mountain).

## Будова
Рослина з привабливими квітами та ланцетоподібними листками. Суцвіття несе 3-10 квіток 7,5 - 12,5 см. Оцвітина формує згори каптур блідого кольору з червоними смугами та два відростки знизу із зеленими смугами із зовнішнього боку. Запилюється тількио одним метеликом Aeropetes tulbaghia. Розмножується також столонами. Після цвітіння рослина відмирає.

## Поширення та оселища
Росте в Південній Африці біля водойм та на заболочених луках.

## Практичне використання
Перший вид орхідей привезений з Африки, що потрапив до Європи. Вирощують як декоративну рослину.

## Галерея

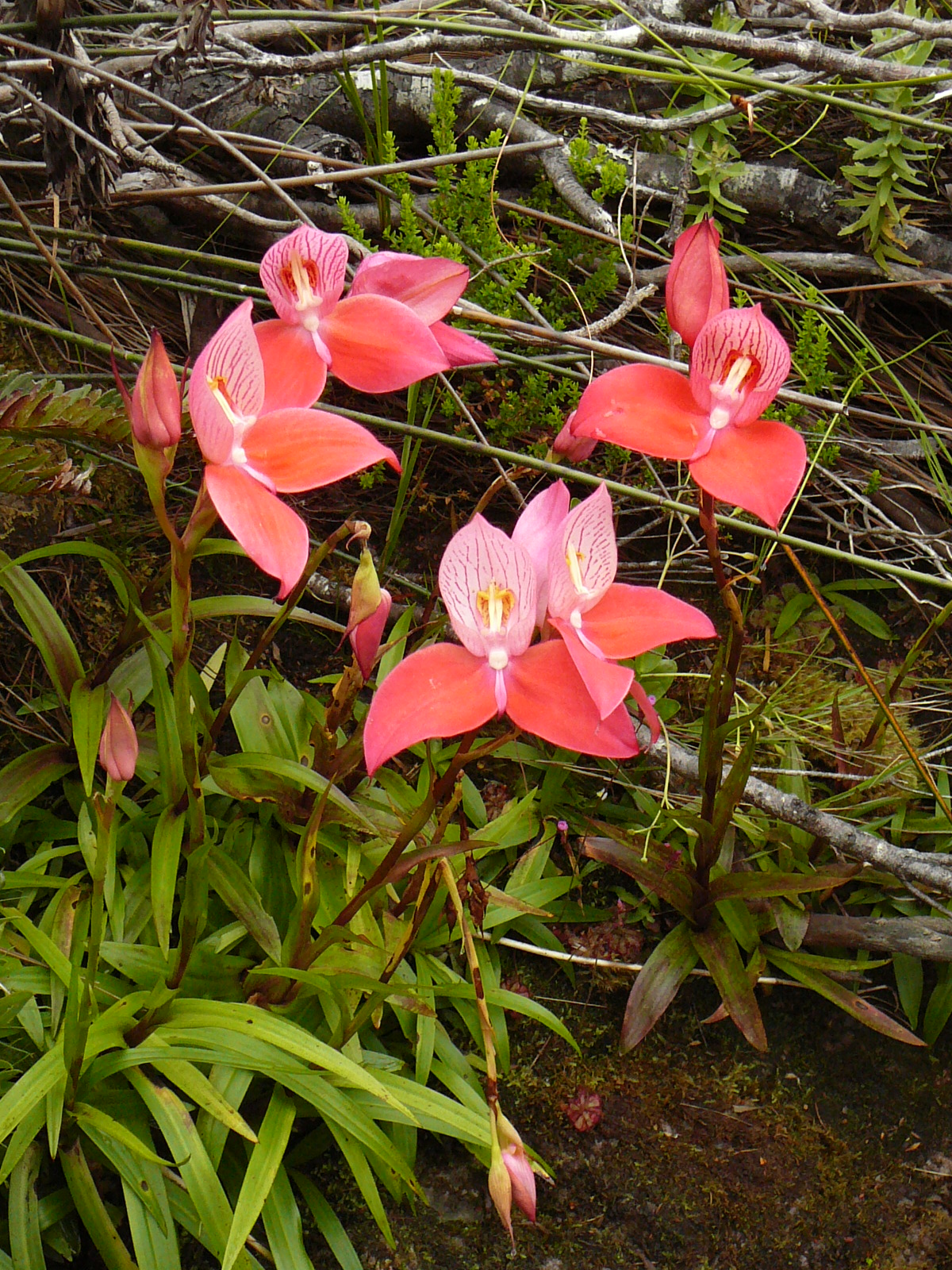
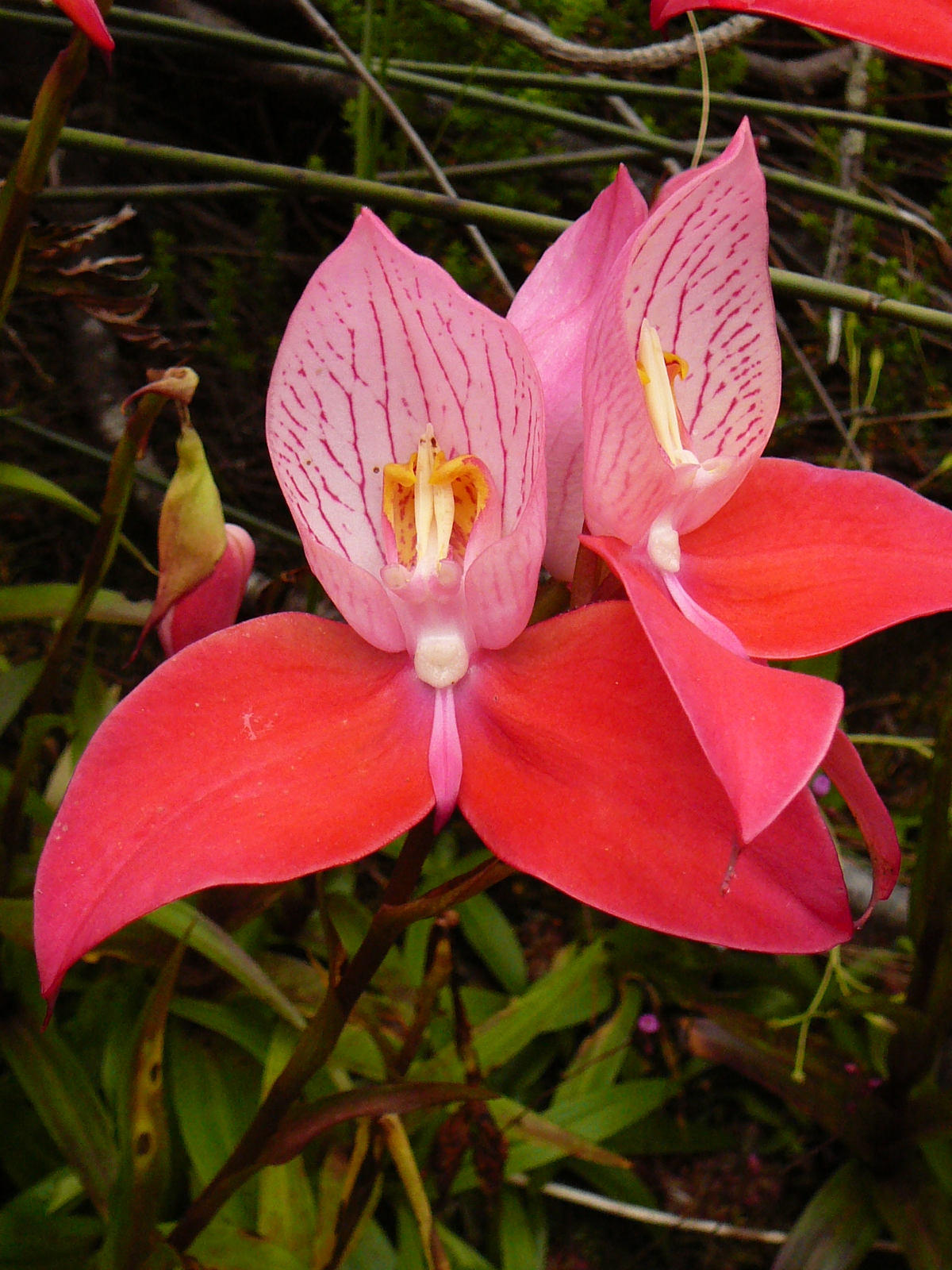
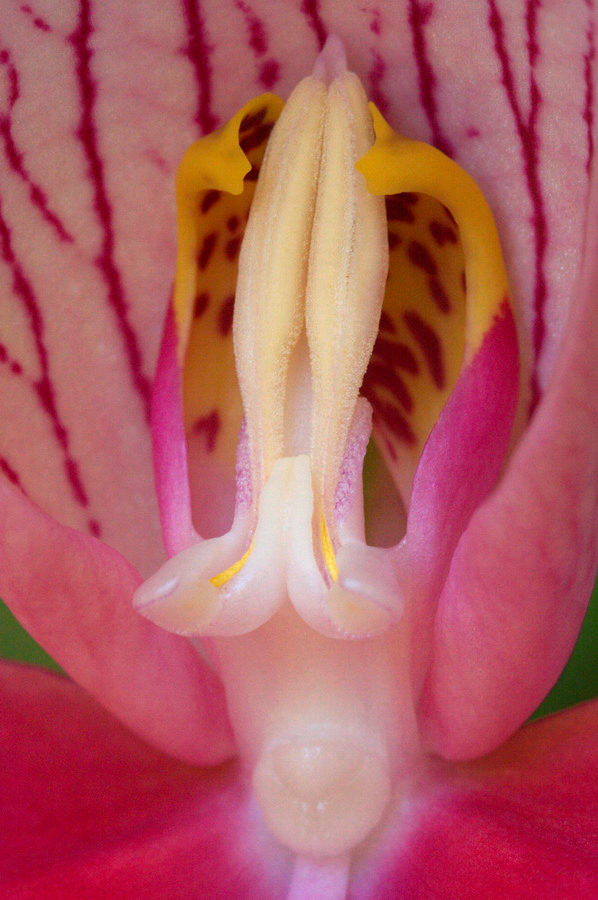